# Rak Gouldův
Rak Gouldův (Astacopsis gouldi) neboli velerak tasmánský je největší žijící sladkovodní bezobratlý živočich, tedy i rak. Patří do čeledi Parastacidae. Jako endemit obývá vodní toky v Tasmánii, domorodý název je tayatea. Dorůstá až 80 cm délky těla a váhy 6 kg. Je to největší vodní makrofág Tasmánie, v současné době jsou ale stavy tohoto raka zdecimované natolik, že je zařazen do červené knihy ohrožených živočichů. Ohrožení pro tento druh představuje i degradace prostředí a ztráta vhodných habitatů. V současnosti jsou vzácní jedinci přesahující hmotnost 2 kg. Příbuzným druhem je Astacopsis franklini.

## Popis
Samice má párové vývody pohlavních cest (gonopóry) u báze třetího páru kráčivých končetin, samec u pátého páru. Základní barva těla je černá nebo tmavě hnědá, klepeta jsou masivní. Při ohrožení stáhne rak zadeček (abdomen) pod tělo, roztáhne končetiny s klepety a klepeta rozevře. Také vztyčí tykadla a lišty (scaphocerit).

## Biologie
Jedná se o teritoriální druh, kdy jeden samec agresivně hlídá území, na kterém střeží harém několika pohlavně dospělých samic. Je omnivorní, v jeho potravě se vyskytuje rostlinná i živočišná složka. Roste velice pomalu, mláďata měří po vylíhnutí pouhých 6 mm. Samci pohlavně dospívají v devíti, samice dokonce až ve čtrnácti letech. K páření dochází na podzim, každá samice se ale páří pouze jednou za dva roky a vajíčka klade následující léto. Velerak tasmánský může žít několik desítek let, obvykle se udává až 40 let. Jedná se tedy o typického K-stratéga, který kromě člověka nemá přirozeného nepřítele. Osamostatnělá mláďata se ukrývají na mělčinách pod ponořenými kmeny stromů, dospělí raci preferují hlubší vodu.

## Habitat
Velerak tasmánský vyžaduje dobře prokysličenou vodu, jejíž teplota nestoupá přes 18 °C. Vyhovuje mu pomalé proudění vody a malý zákal. Výhodou jsou břehy porostlé vegetací a ponořené kmeny a větve stromů.

## Etymologie druhového jména
Latinské druhové jméno gouldi odkazuje na anglického biologa Johna Goulda, na jehož počest byl tento rak pojmenován.